# وسام الاستحقاق والتميز الفلسطيني
وسام الاستحقاق والتميز الفلسطيني هو أحد الأوسمة الفلسطينية الرفيعة التي يمنحها الرئيس الفلسطيني، ويتم منحه للوزراء والسفراء والمبعوثين وأعضاء مجالس النواب والشيوخ وممثلي الأحزاب والشخصيات الفلسطينية والعربية والأجنبية، وكذلك يمنح الوسام للشخصيات البارزة التي قدمت خدمات مميزة لفلسطين.

## رتب الوسام
يتكون وسام الاستحقاق والتميز الفلسطيني من درجتين (ذهبية وفضية):
- وسام الاستحقاق والتميز الذهبي.[2]
- وسام الاستحقاق والتميز الفضي.[2]

| وسام الاستحقاق والتميز الذهبي | وسام الاستحقاق والتميز الفضي |
| ----------------------------- | ---------------------------- |
|                               |                              |

## أبرز الحائزين على الوسام
- فؤاد ياسين (2011)[3]
- سميحة خليل (2012)[4]
- عصام كامل السالم (2013)
- أحمد فؤاد نجم (2013)
- غسان مطر (2013)
- معين بسيسو (2015)[5]
- إبراهيم الدقاق (2016)[6]
- باسل عقل (2017)
- عزمي الدقة (2017)
- نبيل رملاوي (2017)[7]
- باسم حشمة (2022)[8]